# Cordia acunae
Cordia acunae là loài thực vật có hoa trong họ Mồ hôi. Loài này được (Moldenke) Alain mô tả khoa học đầu tiên năm 1956.